# Hábitos sucios
Hábitos sucios es una película colombiana de 2003 dirigida y escrita por Carlos Palau. Protagonizada por Carmiña Martínez, Andrea Quejuán, Alexandra Escobar, Nohora Ayala y Diego León Hoyos, fue estrenada en salas de cine colombianas seleccionadas el 15 de agosto de 2003. Se basó en la historia real de Leticia López Manrique, una monja acusada del asesinato de una de sus compañeras de convento en 1999.

## Sinopsis
Leticia López es una monja inculpada por la muerte de una de sus compañeras de claustro en la ciudad de Bogotá. La película relata la historia de Leticia y su relación con sus compañeras, haciendo énfasis en el extraño crimen y sus antecedentes.

## Reparto
- Carmiña Martínez
- Andrea Quejuán
- Alexandra Escobar
- Nohora Ayala
- Diego León Hoyos